# Roboám júdai király
Roboám (más néven: Rehábeám)  a Júdai Királyság első uralkodója a Kr. e. 10. században.
Salamon király halála után annak egyik ammonita feleségétől való fia, Roboám következett a trónon. Miután ő a kegyetlen ígéreteivel maga ellen fordított Izrael 12 törzse közül tízet, azok külön királyságot alapítottak, uralkodójuknak pedig Jeroboámot tették, így ő csak a déli országrész, Júda királya maradt. Roboám ekkor mintegy 180 ezer embert gyűjtött össze Júda és Benjámin törzséből, hogy megtámadja és megszállja az elszakadt országrészt. Ám ekkor Sámaja próféta által figyelmeztetést kapott Istentől, hogy ezt ne tegye, ő pedig engedelmeskedett a figyelmeztetésnek. "Én akartam így"- vagyis Jahve - Salamon bűne, továbbá a zsidó nép bűne miatt, azt akarta, hogy az ország szétváljon.
Roboám 17 évig volt uralmon. Kezdetben Jahve-t szolgálta, de később istentelenné lett, és megtűrte a pogány áldozati helyeket országában.
Uralkodásának későbbi éveiben az Izraeli Királysággal hosszú ideig háborúzott. Közben I. Sesonk egyiptomi fáraó megtámadta az országát, és több jelentős júdai várost elhódított tőle és Jeruzsálemet is kifosztotta. A jeruzsálemi templomból elrabolt értékek, többek között Salamon aranypajzsai mind Egyiptomba kerültek. A frigyládát azonban a júdeaiaknak sikerült megmenteni.
Roboámnak 18 felesége, 60 ágyasa, 28 fia és 60 lánya volt.

## Fordítás
- Ez a szócikk részben vagy egészben  a   Roboam című angol Wikipédia-szócikk fordításán alapul.  Az eredeti cikk szerkesztőit annak laptörténete sorolja fel. Ez a jelzés csupán a megfogalmazás eredetét és a szerzői jogokat jelzi, nem szolgál a cikkben szereplő információk forrásmegjelöléseként.

| Előző uralkodó: Salamon | Júda királya Kr. e. 932 – Kr. e. 912 | Következő uralkodó: Abijja |